# Nathan Tyson
Nathan Tyson, né le 4 mai 1982 à Reading, en Angleterre, est un footballeur anglais, qui évolue au poste d'attaquant dans le club de Chesterfield FC.

## Biographie
Nathan Tyson signe un contrat de trois ans avec Derby County le 13 juin 2011.
Le 16 mai 2014 il est libéré du Blackpool.
Le 28 juillet 2014 il rejoint Doncaster Rovers .
Le 12 septembre 2016 il rejoint Kilmarnock.
Le 25 juillet 2017, il rejoint Wycombe Wanderers.
2019 A l'issue de la saison 2018-2019, il est libéré par Wycombe.